# Narcissus (film)
|  | Denne artikel er oprettet af botten Steenthbot ud fra en ekstern database. Den kan derfor have sproglige fejl eller mangler. Denne skabelon kan fjernes efter kontrol af indholdet. |

 For alternative betydninger, se Narcissus. (Se også artikler, som begynder med Narcissus)
Narcissus er en dansk børnefilm fra 2016 instrueret af Tom-Lee Zigelman.

## Handling
En ung dansk kvinde er usikker i forholdet til sin israelske kæreste, så hun narrer hende til at give hende komplimenter på dansk. Men planen fejler, når de daglige pligter skal passes.

## Medvirkende
- Sarah Simone Jørgensen, Danish girl
- Tom-Lee Zigelman, Foreign girl
- Ahmed Mansour, Shopkeeeper
- Karin Larsen, Customer